# Дьявол (фильм, 1978)
«Дьявол» (пол. Bestia) — польский фильм 1978 года режиссёра Ежи Домарадского по мотивам одноимённой повести Льва Толстого.

## Сюжет
Молодой помещик после окончания учёбы в Швейцарии возвращается домой. Он задумывает преобразовать хозяйство. Он женится на богатой помещице Анне, но это не мешает ему завязать роман с Доротой, девушкой, работающей в хозяйстве. Страсть перерождается в навязчивую манию, которая ведет к драматической развязке…

## В ролях
- Войцех Аляборский — Павел
- Кристина Янда — Анна, жена Павла
- Изабелла Тележиньска — Зофия, мать Павла
- Пётр Фрончевский — Жепецкий
- Анна Ходаковская — Дорота
- Игнацы Маховский — Казимеж Ружаньский, дядя Павла
- Анджей Северин — ксёндз
- Влодимеж Мусял — Гавроньский, управляющий в имении Павла
- Виргилиуш Грынь — Липковский, отец Анны
- Кристина Карковская — Липковская, мать Анны
- Моника Альвасяк — Хелена, сестра Анны
- Эмилиан Каминьский — Франек
- Инез Фихна — крестьянка

## Съёмки
В качестве имения героя снимался Дворец Липски — бывшее здание вокзала в городе Лодзь, построенное в 1902 году здание через четыре года после съёмок было снесено под новое здание вокзала.